# 波萊焦

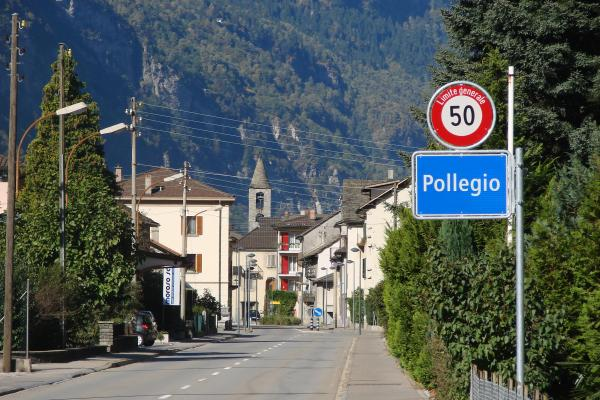

波萊焦是瑞士的城鎮，位於該國南部，由提契諾州負責管轄，面積5.89平方公里，海拔高度298米，2011年人口782，九成人口信奉羅馬天主教，人口密度每平方公里133人。

## 外部連結
- Official website （页面存档备份，存于） （意大利文）